# Agrarprotektionismus
Der Agrarprotektionismus ist eine Schutzmaßnahme der Politik für die einheimische Landwirtschaft und ist vor allem in den industrialisierten Nationen vertreten. Inländischen Landwirten wird mit dem Agrarprotektionismus ein Schutz gegenüber ausländischen Wettbewerbern ermöglicht. Der Schutz drückt sich in verschiedenen Maßnahmen und Reglementierungen aus, wie:
- Produktionsquoten,
- Mindestpreise,
- Zölle und
- Exportsubventionen